# Текля Трапшо

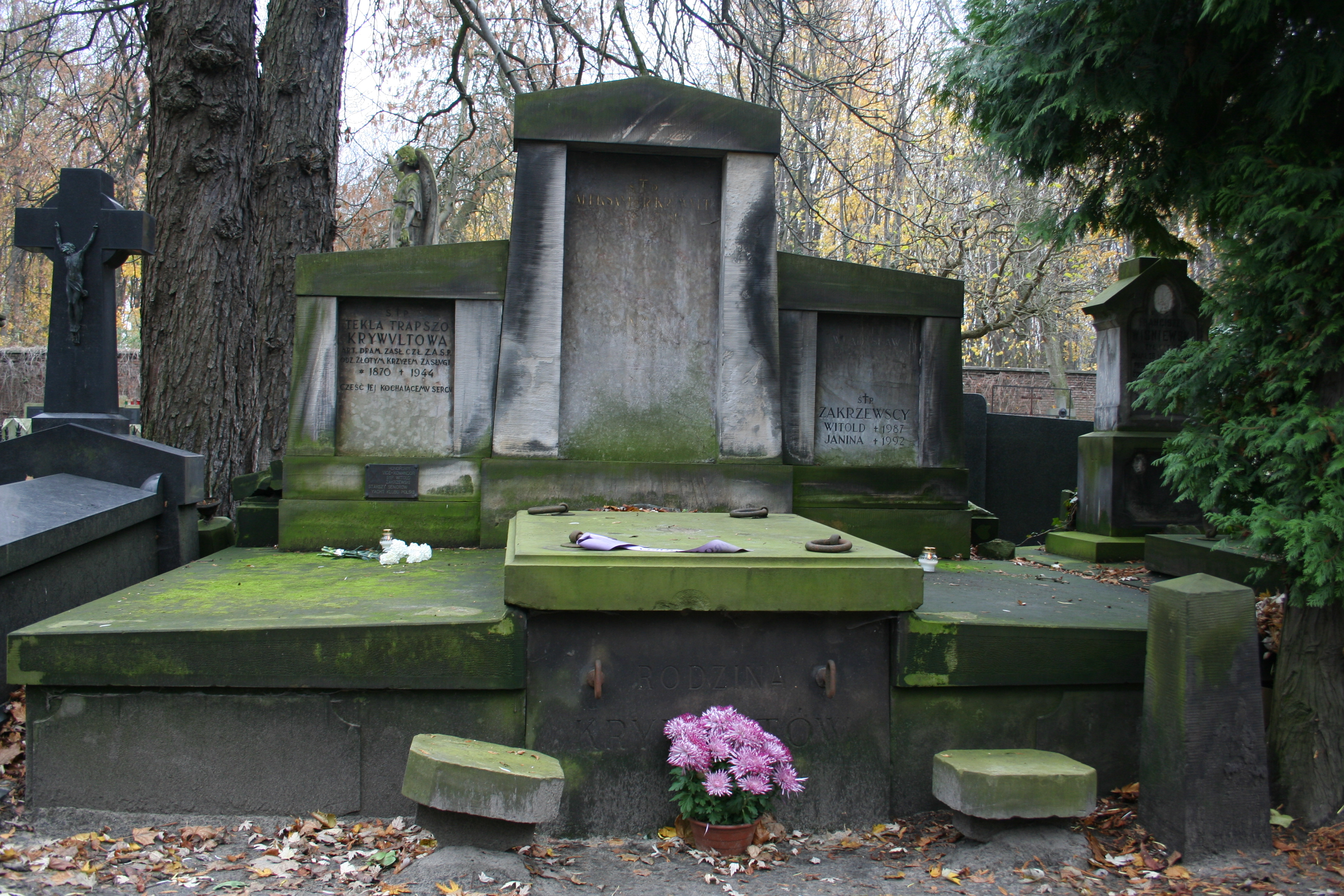
Могила Теклі Трапшо та Олександра Кривульта на цвинтарі Повонзкі у Варшаві

Текля Трапшо, Текля Трапшо-Кривультова (нар. 23 вересня 1873, Каліш, пом. 27 жовтня 1944, Варшава) — польська акторка театру і кіно.

## Біографія
Текля Трапшо була дочкою Анастасії та Анни Євгенії Валері. Вона народилася поза шлюбом, оскільки її батьки схвалили союз через кілька років після її народження. Вже в дитинстві вона виступала з оркестром свого батька в провінції. Після смерті матері вона переїхала до Варшави, а потім стала працювати в театрах у Лодзі, де дебютувала в 1890 році. У 1891–1899 роках була акторкою Муніципального театру в Кракові, де швидко стала улюбленицею публіки. Згодом недовго була у Львові. У 1899–1927 роках грала в урядових театрах Варшави, зокрема в театрі Розматоїсі та Літньому театрі. Кілька разів виступала в Каліші. З 1924 року грала в Національному театрі у Варшаві.
У кіно дебютувала у 1911 році у фільмі «Суд Божий».
Наприкінці 1920-х років практично перестала виходити на сцену, попри те, що була однією з найвидатніших акторок того часу. Після кількарічної перерви вона повернулася до кіно, виконуючи в основному ролі матерів, тіток і доглядальниць.

### Особисте життя
Її сестрою була Ірина Трапшо-Ходовецька. Текля Трапшо була тіткою Мечислави Цвіклінської. Її чоловіком з 1900 року був Ян Кривульт (1875–1923), з яким вона мала доньку Феліцію Томашевську (нар. 1902–1938). Її тестем був Олександр Кривульт. Під час шлюбу акторка носила подвійне прізвище Трапшо-Кривультова, а після смерті чоловіка повернулася до дошлюбного прізвища.
Померла 27 жовтня 1944 року в офтальмологічному шпиталі у Варшаві.
Похована в сімейній гробниці на кладовищі Повонзкі у Варшаві.

## Нагороди
- Золотий Хрест Заслуги
- Срібний академічний лавр (04.11.1937) [4]

## Фільмографія
- 1939 — Богуродзіца в ролі пані Поляк, матері Яна
- 1938 — Професор Вільчур у ролі матері доктора Павліцького
- 1938 — Рена в ролі Малгожати Ласької, матері Рени
- 1938 — Жінки на прірві
- 1937 — Ти, що сяєш в Острій Брамі як мати Ришарда
- 1936 — Його велика любов як мати Гривича
- 1936 — пан Твардовський у ролі жінки на ярмарку, що просить хліба
- 1934 — Młody las як Walczakowa, мати Яна
- 1933 — Під вашим захистом як місіс Поляска
- 1933 — Ромео і Джульєтта в ролі матері Крисі
- 1930 — Янко Музикант у ролі матері Янека
- 1930 — Вітер з моря як домогосподарка
- 1929 — 9.25. Зупинка на одну ніч
- 1929 — «Людина з блакитною душею» у ролі матері Галини
- 1929 — Сильний чоловік як господиня на вулиці Огродовій
- 1929 — Під прапором любові як мати Анджея
- 1928 — Przedwiośnie як Ядвіга Барикова (номінована на премію Злоти Качки)
- 1912 — Забобон
- 1912 — Штани Його Світлості
- 1911 — Суд Божий як Йоас

## Театральні вистави
- 1895 — Сафо, Театр ім Юліуша Словацького в Кракові
- 1900 — На розлучення, Міський театр у Каліші
- 1900 — фортепіано Берти, Міський театр у Каліші
- 1900 — Помилка пана Ламбінетти, Міський театр у Каліші
- 1907 — П’єтро Карузо, міський театр у Каліші
- 1909 — Сон літньої ночі, Великий театр у Варшаві
- 1924 — Нелюдська земля, (кінотеатр "Стиловий" на вул. Цясній 21)
- 1924 — Дон Хуан Теноріо, Національний театр у Варшаві
- 1924 — Моя перепілка втекла... , Національний театр у Варшаві